# Porta a Pinti
Porta a Pinti era uno degli antichi varchi nelle mura di Firenze. Fu distrutta nel 1865 per la creazione dei viali di Circonvallazione.

## Storia e descrizione

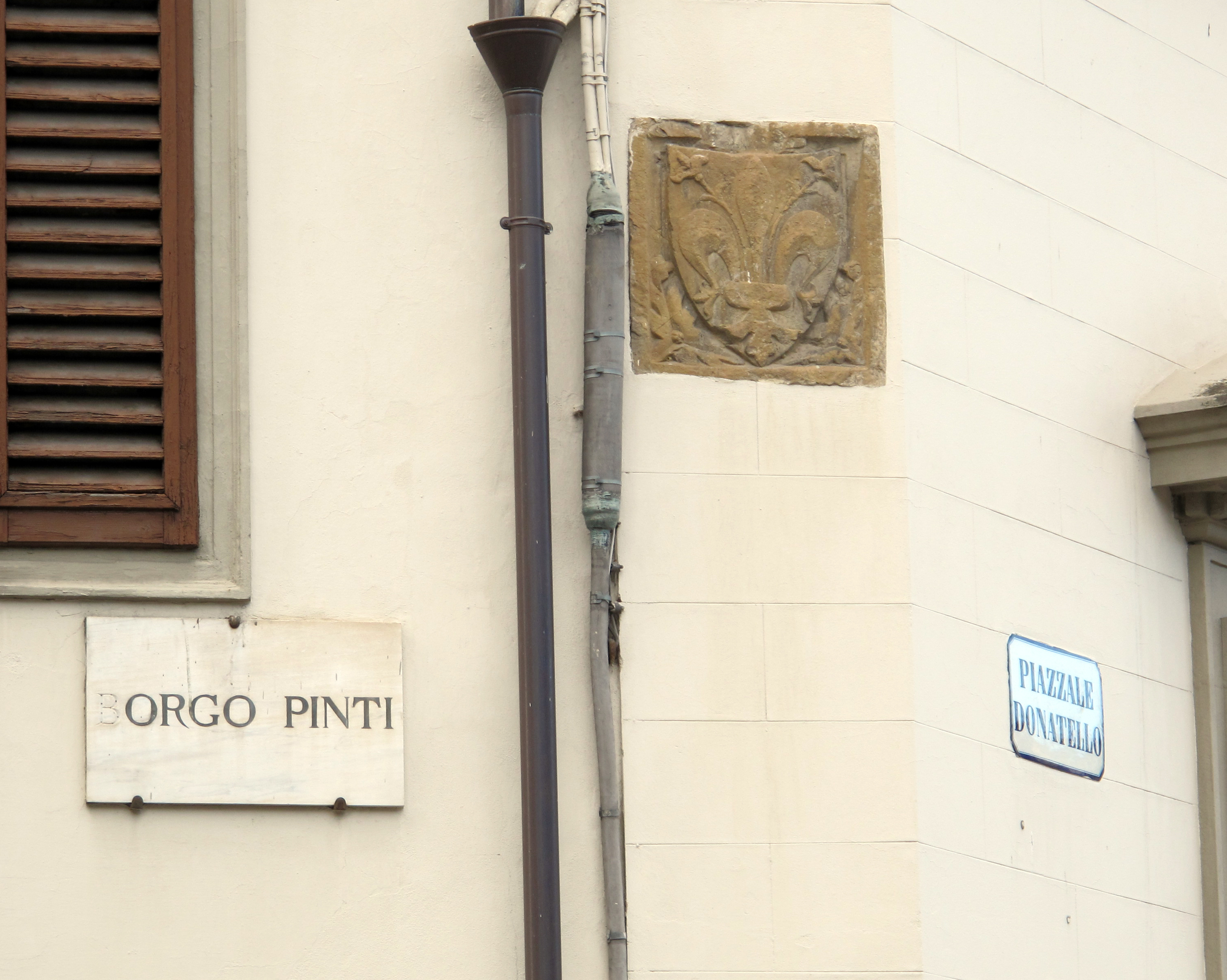
Giglio di Firenze su un edificio tra borgo Pinti e piazzale Donatello

Appartenente alla cerchia arnolfiana delle mura cittadine, doveva forse il suo nome ai frati "pintori" di vetrate che abitavano il vicino convento di San Giusto alle Mura, condividendo il nome con la direttrice di Borgo Pinti. Da porta Pinti passava tutto il traffico diretto a Fiesole o da essa proveniente.
Fu l'unica delle porte maggiori su questo lato della città ad essere demolita da Giuseppe Poggi, anziché lasciata al centro o a lato dei nuovi viali.
La ragione di tale scelta è legata alla vicinanza del Cimitero degli inglesi, sorto nel 1827 su una montagnola nelle sue vicinanze. Forse per rompere la monotonia dei passaggi attorno alle antiche porte, Poggi preferì in questo caso salvare il cimitero, nobilitandolo su un bastione ovale delimitato dalle due corsie di scorrimento dei nuovi viali, che acquisì, in questo suo isolamento, l'appellativo di "isola dei morti", celebrato poi dalla letteratura e dall'arte romantica.
Resta memoria dell'antica porta su un palazzo in angolo col piazzale dove si trova un antico scudo in pietra col giglio di Firenze.